# ناوور (المغرب)
ناوور هي قرية مغربية شمال المملكة. تنتمي ناوور لإقليم بني ملال. تضمت هذه القرية 6.433 نسمة (إحصاء 2004).